# Jewett W. Adams

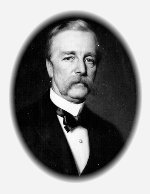
Jewett W. Adams

Jewett William Adams, född 6 augusti 1835 i South Hero, Vermont, död 18 juni 1920 i San Francisco, Kalifornien, var en amerikansk demokratisk politiker. Han var den fjärde guvernören i delstaten Nevada 1883-1887.
Adams flyttade västerut på grund av guldruschen i Kalifornien. Han flyttade sedan1864 till Nevada. Han tjänstgjorde två mandatperioder som viceguvernör i Nevada innan han 1882 valdes till guvernör. Adams flyttade 1915 till San Francisco.